# Bartłomiej Grzechnik
Bartłomiej Grzechnik (ur. 8 lutego 1993 w Radomiu) – polski siatkarz, grający na pozycji środkowego. 
Wychowanek Czarnych Radom. W 2012 został włączony do pierwszej drużyny, z którą wywalczył awans do PlusLigi i doszedł do 1/4 finału Pucharu Polski. W inauguracyjnym sezonie 2013/14 w najwyższej klasie ligowej wystąpił w 16 meczach, a ze swoim zespołem zajął 7. pozycję w klasyfikacji końcowej. W fazie play-off w drugim wygranym spotkaniu 3:2 z Effectorem Kielce, dającym 7. miejsce na koniec rozgrywek, został uznany za MVP meczu.
Ponadto jest wicemistrzem Polski kadetów (2009), 2-krotnym mistrzem Polski juniorów (2010, 2011) i wicemistrzem Polski juniorów (2012) z Czarnymi Radom. W latach 2009–11 grał w reprezentacji Polski kadetów, z którą wygrał: Turniej EEVZA 2009 i Turniej Kwalifikacyjny Mistrzostw Europy Kadetów.  W 2012 został absolwentem Szkoły Mistrzostwa Sportowego w Spale.

## Sukcesy klubowe
Mistrzostwa Polski Kadetów:
- 2009

Mistrzostwa Polski Juniorów:
- 2010, 2011
- 2012

Mistrzostwo Młodej Ligi:
- 2015
- 2016

## Sukcesy reprezentacyjne
Liga Europejska:
- 2015